# نهر سيفرن
نهر سيفرن (بالإنجليزية: River Severn )‏ هو أطول الأنهار في المملكة المتحدة يتراوح طوله حوالي 354 كيلومتر (220 ميل) وثاني الأنهار طولاً في الجزر البريطانية بعد نهر شانون.